# Juventino Rosas
Juventino Rosas (eredeti nevén: José Juventino Policarpo Rosas Cadenas, Santa Cruz de Galeana, Mexikó, 1868. január 25. – Surgidero de Batabanó, Kuba, 1894. július 9.) mexikói zeneszerző, zenekarvezető és hegedűvirtuóz.
Rosas Santa Cruz de Galeana városában látta meg a napvilágot egy szegény otomi indián család sarjaként. Már kisgyermekként megismerkedett a zenével, ugyanis megtanult hegedülni, és némi alamizsna fejében már zenéket is komponált. A tehetséges fiú nemsokára Mexikóvárosba költözött, ahol rendkívül fiatalon elismert zenészként és komponistaként tekintettek rá. 12 évesen már a város számos népszerű bandájában megfordult.   
Legismertebb munkája a „Sobre las Olas” című alkotás, amelyet először 1884-ben játszott el zenekarával New Orléansben. Azóta világhírűvé lett klasszikus műfaja keringő, amelyet jellegzetes dallamvilága miatt sokan hibásan ifj. Johann Strauss alkotásaként aposztrofálnak. A „Sobre las Olas” Magyarországon az Évforduló keringő címen vált ismertté. ISWC kódja: 00026691671

## Művei
Keringők
- Dos pensamientos (1888 előtt, kiadó említése nélkül)
- Sobre las Olas (Über den Wellen - Over the Waves) (1888, A. Wagner y Levien, Mexikóváros)
- Carmen (1888, A. Wagner y Levien, Mexico City/Friedrich Hofmeister, Lipcse)
- Amelia (1890, A. Wagner y Levien, Mexico City/Friedrich Hofmeister, Lipcse)
- Aurora (1890, A. Wagner y Levien, Mexico City/Friedrich Hofmeister, Lipcse)
- Ensueño seductor (1890; A. Wagner y Levien, Mexico City/Friedrich Hofmeister, Lipcse)
- Ilusiones juveniles (1890, A. Wagner y Levien, Mexico City/Friedrich Hofmeister, Lipcse)
- Eva (1888-1891, Publisher not clear, most probably A. Wagner y Levien, Mexico City)
- Josefina (1892, A. Wagner y Levien Sucs., Mexico City/Friedrich Hofmeister, Leipzig)
- Flores de margarita (1893, Eduardo Gariel, Saltillo/Robert Forberg, Lipcse)
- Soledad (1893, Eduardo Gariel, Saltillo/Robert Forberg, Lipcse)

Polkák
- La cantinera (1888, A. Wagner y Levien, Mexico City/Friedrich Hofmeister, Lipcse)
- Carmela (1890, A. Wagner y Levien, Mexico City/Friedrich Hofmeister, Lipcse)
- Ojos negros (1891, A. Wagner y Levien, Mexico City/Friedrich Hofmeister, Lipcse)
- Flores de México (1893, Eduardo Gariel, Saltillo/Robert Forberg, Lipcse)

Mazurkák
- Acuérdate (before 1888, A. Wagner y Levien, Mexico City)
- Lejos de ti (before 1888, H. Nagl. Sucs.)
- Juanita (1890, A. Wagner y Levien Sucs., Mexico City/Friedrich Hofmeister, Lipcse)
- Último adiós (1899, A. Wagner y Levien Sucs., Mexico City/Friedrich Hofmeister, Lipcse)

Schottishes
- El sueño de las flores (1888, (before 1888, A. Wagner y Levien, Mexico City/Friedrich Hofmeister, Leipzig)
- Floricultura-Schottisch (1888, (before 1888, A. Wagner y Levien, Mexico City/Friedrich Hofmeister, Leipzig)
- Lazos de amor (1888, A. Wagner y Levien Sucs., Mexico City/Friedrich Hofmeister, Leipzig)
- Julia (1890, A. Wagner y Levien Sucs., Mexico City/Friedrich Hofmeister, Leipzig)
- Salud y pesetas (1890, A. Wagner y Levien Sucs., Mexico City/Friedrich Hofmeister, Leipzig)
- Juventa (1892, A. Wagner y Levien Sucs., Mexico City/Friedrich Hofmeister, Leipzig)
- El espirituano (1894, Autograph Archivo Provincial de Sancti Spíritus, Kuba)

Táncok
- A Lupe (1888, A. Wagner y Levien, Mexico City/Friedrich Hofmeister, Leipzig)
- En el casino (1888, A. Wagner y Levien, Mexico City/Friedrich Hofmeister, Leipzig)
- Juanita (1888, A. Wagner y Levien, Mexico City/Friedrich Hofmeister, Leipzig)
- No me acuerdo (1888, A. Wagner y Levien, Mexico City/Friedrich Hofmeister, Leipzig)
- ¡Qué bueno! (1888, A. Wagner y Levien, Mexico City/Friedrich Hofmeister, Leipzig)
- ¿Y para qué? (1888, A. Wagner y Levien, Mexico City/Friedrich Hofmeister, Leipzig)
- Flores de Romana (1893, Eduardo Gariel, Saltillo)

## Bibliográfia
- Hugo Barreiro Lastra: Los días cubanos de Juventino Rosas, Guanajuato, 1994
- Helmut Brenner: Juventino Rosas, His Life, His Work, His Time (Detroit Monographs in Musicology/Studies in Music 32), Warren, Michigan, 2000
- Jesús Rodríguez Frausto: Juventino Rosas. Notas nuevas sobre su vida, Guanajuato, 1969